# Hopeton (Oklahoma)
Hopeton è una comunità non incorporata della contea di Woods, Oklahoma, Stati Uniti. Hopeton è situata lungo la U.S. Route 281 a 13 km a sud di Alva. Hopeton ha un ufficio postale con lo ZIP code 73746.

## Economia
L'Hopeton State Bank è una banca di proprietà indipendente situata a Hopeton, fondata nel 1919. La Farmers Cooperative Association of Alva gestisce stagionalmente un silo a Hopeton. L'Hopeton Church mantiene il suo campus principale a Hopeton.